# Trần Văn Vũ
Trần Văn Vũ (Provincia di Binh Phuoc, 30 maggio 1990) è un ex giocatore di calcio a 5 vietnamita.

## Carriera
Con la nazionale vietnamita, Trần ha disputato due Coppe del Mondo (2016 e 2021), concluse entrambe agli ottavi di finale. Nel complesso, ha giocato 78 partite con il Vietnam e realizzato 43 reti. Nell'agosto del 2023 ha annunciato il suo ritiro.